# ウーゴ・ウェントヘス
ウーゴ・ウェントヘス（Hugo Wentges、2002年2月11日 - ）は、オランダ・南ホラント州ライデン出身のサッカー選手。ADOデン・ハーグ所属。ポジションはGK。

## クラブ経歴
2012年にADOデン・ハーグの下部組織へ入団し、オランダの世代別代表に選出される活躍を見せたため、2019年6月24日、クラブと2年間のプロ契約を締結した。2022年1月25日、エールステ・ディヴィジのSBVエクセルシオール戦にて、前半2分に負傷したルーク・コープマンスとの交代でプロデビューを果たした。